# Ladyva
Ladyva, nome d'arte di Vanessa Sabrina Gnaegi, precedentemente conosciuta come Vanessa G (Ipsach, 8 dicembre 1988), è una pianista svizzera di boogie-woogie, blues e jazz.

## Carriera musicale
Iniziò a suonare il pianoforte all'età di 14 anni, ispirata dai grandi interpreti del boogie-woogie. Solo due anni dopo iniziò ad esibirsi in concerti assieme al fratello Pascal Silva. Seguirono diverse partecipazioni a programmi televisivi svizzeri, tra cui Heitere Festival Zofingen, ZDF Fernsehgarten, Glanz und Gloria e molti altri. Si è esibita con successo anche nella Repubblica Dominicana, dove è stata ospite di molte popolari trasmissioni televisive.
Nel 2009 Ladyva ha inciso il suo primo album, "Vanessa G – The Boogie Woogie Lady". Nel 2011 ha firmato un'esclusiva con la casa discografica Universal Music.
In settembre 2015, nell'ambito delle celebrazioni per l'80º anniversario della nascita di Jerry Lee Lewis, è stata invitata ad esibirsi nel Regno Unito in concerti al London Palladium e al Clyde Auditorium di Glasgow. In ottobre ha dato un concerto live nel corso del programma "The Late Late Show" della rete televisiva irlandese RTÉ One. In novembre si è esibita in un tour di vari paesi europei, tra cui un concerto a Sofia per l'elezione di Miss Bulgaria. È poi tornata a Londra per partecipare alla manifestazione 'Cigar Awards' che aveva come ospiti tra gli altri Burt Reynolds e Jonathan Ross.
In maggio 2016 Ladyva è stata invitata da Jools Holland al "Boogie Woogie Dinner", cui partecipavano molti interpreti di boogie-woogie tra cui Axel Zwingenberger e Ben Waters. Sono seguite altre esibizioni in festival, sia in Svizzera che all’estero. Il 12 dicembre si è esibita nuovamente ai Cigar Awards 2016 con ospiti come Charlie Sheen e Kelsey Grammer. Il 22 aprile 2017 Ladyva e Silvan Zingg hanno presentato il loro primo CD a quattro mani “Beloved Boogie Woogie”.
Il 13 settembre 2017 a Londra, Ladyva ha ricevuto il premio come “Miglior Pianista Boogie Woogie 2017” ai Boisdale Music Awards, presentati da Jools Holland, dopo aver appena pubblicato il suo terzo album “8 To The Bar”.
Nell’agosto 2017 e nel 2022 è stata invitata ad esibirsi al più grande festival di Boogie Woogie del mondo a LaRoquebrou, in Francia. Ha partecipato anche a numerosi festival di Jazz e Boogie in tutto il mondo. Nel novembre 2017 si è esibita al "Beatles Symphonic" al London Coliseum, cantando il brano "Something" accompagnata dalla London Concert Orchestra, insieme a stelle come Bonnie Tyler.
Nel 2018 Ladyva è stata invitata ad esibirsi dal vivo nel celebre programma britannico "Loose Women" su ITV. Più tardi, nello stesso anno, ha partecipato nuovamente al "Boogie-Woogie & Blues Spectacular" con ospiti come Hugh Laurie, alias “Dr. House”.
Il suo brano “Quarantine Boogie” è diventato virale su YouTube, dandole grande visibilità, e ha fatto nuovamente la sua apparizione su “Blick”, il giornale e programma TV più popolare della Svizzera. Nel maggio 2021 ha pubblicato il singolo “Ladyva’s Stomp”.
Il 28 settembre 2022 Ladyva ha ricevuto il premio “Boogie Woogie Artist Of The Year” ai Boisdale Music Awards, condotti da Jools Holland.
Nel dicembre 2022 si è esibita con Kool & The Gang presso le Grandi Piramidi di Giza, in Egitto. L’8 dicembre 2023 ha pubblicato il suo quarto album “Steam Train Boogie”.
Nel novembre 2024 si è esibita nel tour britannico di Jools Holland in teatri prestigiosi come la Symphony Hall di Birmingham e la Royal Albert Hall di Londra.
Alla data di luglio 2025, il suo canale YouTube ha superato le 120 milioni di visualizzazioni.

## Discografia
- 2009:  Vanessa G – The Boogie Woogie Lady
- 2016:  The New Orleans Experience – Jazz Ascona Festival Sampler-CD
- 2016:  Ladyva & Silvan Zingg – Beloved Boogie Woogie
- 2017:  Ladyva – 8 to the Bar[9]
- 2021:  Ladyva – Ladyva's Stomp
- 2023:  Ladyva – Steam Train Boogie

## Premi
- 2017: Boisdale Music Awards, presentati da Jools Holland: "Best Boogie Woogie Pianist 2017"
- 2022: YouTube Silver Creator Award per aver superato i 100.000 iscritti al canale "Ladyva"
- 2022: Boisdale Music Awards, presentati da Jools Holland: "Boogie Woogie Artist of the Year"